# Ночной смотрящий
«Ночно́й смотря́щий» — фантастический роман Олега Дивова в жанрах хоррора и литературы о вампирах. Был анонсирован в 2000 году под названием «День вампира», писался в течение многих лет, вышел в свет в 2004 году, неоднократно переиздавался, переведён на польский язык («Nocny obserwator», 2009). Удостоен «Золотого Роскона» (2005) и некоторых других литературных наград.
В 2009 году по мотивам романа была выпущена видеоигра в жанре квест.

## Сюжет
Роман состоит из трёх частей с самостоятельными сюжетами, поданными с различных точек зрения, однако герои и сюжетные линии сходятся в заключительной части. В первой части («Поймать зверя») сделавший в Москве карьеру журналист Андрей Лузгин после размолвки с женой приезжает на малую родину — в деревню Зашишевье. Ещё в пути он узнаёт о неких странностях: якобы завелись бешеные собаки, пропадают люди и даже целая научная экспедиция из столицы. Водители-«бомбилы» отказываются его везти непосредственно до деревни (автобус в этих местах давно отменили). На месте обнаруживается, что в окрестностях деревни завёлся некий зверь, который убивает собак и прочую живность. Мужики при участии Лузгина устраивают облаву и в итоге чуть не убивают Вову — мальчика-вервольфа, обладающего некоторыми телепатическими способностями. Именно Лузгину (который банально «наложил в штаны» во время избиения) удаётся найти с Вовой общий язык. Вервольф сообщил журналисту, что в соседнем городе завелись вампиры. В городе Лузгин встретился со школьным приятелем Игорем Долинским, который каким-то образом причастен к делам о всякой нечисти, и передаёт вервольфа на его попечение.
Во второй части («День вампира») Лузгин начинает журналистское расследование. Однако главными героями являются сильно пьющий лейтенант милиции Котов и его напарник сержант Зыков. Они являются сотрудниками неофициального подразделения охотников на вампиров. Возлюбленная Котова переродилась в вампиршу, после чего он без колебаний разделал её топором. Однажды ночью подвыпивший Зыков тоже столкнулся с вышедшим на охоту вампиром, приняв его за назойливого гомосексуалиста, но выручил Зыкова Котов, который опять применил топор. Генерал — начальник Котова, знает о вампирах, к которым ушла его дочь Наташа, — и помогает добывать нитрат серебра, вызывающий у вампиров фатальную аллергическую реакцию. Вампиризм передаётся при половых контактах, как болезнь. Помогает Котову и местный издатель, друг Лузгина, — Долинский, который сумел «переломаться» и вернул себе человеческую сущность, сохранив, впрочем, некоторые сверхъестественные способности. Выхаживала его жена, которую Долинский заразил вампиризмом, и затем добился, чтобы её забрали в Москву некие «старшие», якобы для перерождения в высшую форму разумной жизни. С верным псом Греем, который самостоятельно научился вынюхивать и загрызать насмерть вампиров, Долинский в полнолуние патрулирует город и оказывает Котову и Зыкову посильную помощь связями и деньгами. Масштаб войны с вампирами расширяется, поскольку в городе завёлся матёрый кровосос, активно инициирующий молодых людей.
Главным героем третьей части («Ночной смотрящий») является Долинский, основным врагом которого сделались «старшие». Он помогает «переломаться» Кате — музе местного художника и постепенно превращает её в обычного человека, каким смог сделаться сам, искупая свою вину перед женой. Герои выясняют, что существует организация «старших», которая контролирует действия молодых вампиров, в свою очередь, контролируемая некой человеческой спецслужбой, преследующей собственные цели. Долинский при помощи Котова, Зыкова, Лузгина, вервольфа Вовки и местных бандитов загоняет Мастера в недостроенную резиденцию преступного авторитета и устраивает кровавую бойню. Телепатический сигнал умирающего вампира создаёт для города надёжную защиту на много лет вперёд. Однако Котов окончательно сходит с ума, и его устраивают в психиатрическую лечебницу. Из финального разговора Лузгина и Долинского (спустя год) выясняется, что Вову пристроили «где-то далеко на севере» на биостанцию, где он активно помогает изучать животных и проводит уникальные фото- и видеосъёмки, а сам журналист помирился с женой и ожидает прибавления в семействе.

## Литературные особенности
По собственным воспоминаниям автора, роман относился к тем его вещам, которые были задуманы в молодости и отложены на долгие годы из-за понимания недостаточности литературного мастерства. «Сельские» главы «выплёскивались» зимой 1992—1993 годов. Олег Дивов утверждал, что триггером для него стало заглавие рассказа «Проблема верволка в средней полосе» (который он в итоге так и не прочитал) — «…и попёрла из меня, и попёрла деревенская проза. Ничего не записывал, просто запомнил картинки и ключевые фразы. И десять лет не мог собраться с духом…» Стартовый тираж составил двадцать пять тысяч экземпляров, «сразу ещё пять и через год ещё десять».
Роман вызвал неоднозначную реакцию критиков. Василий Владимирский отмечал, что «Ночной смотрящий» построен на привычных штампах литературы ужасов, которые маскируют главную тему: «как непросто найти новый смысл жизни человеку за тридцать». В авторском мире существуют две расы: люди — и некие «старшие», обладающие комплексом сверхчеловеческих способностей. На самом деле «старшие» тоже происходят от простых смертных, но, чтобы эволюционировать, человеку приходится пройти стадию вампира. С вампирами, не способными себя контролировать, одинаково интенсивно борются и люди, и «старшие», к которым банды стремительно деградирующих убийц привлекают слишком пристальное внимание. Подобные сюжетные конструкции, по мнению критика, исподволь подводят читателя к горьким размышлениям «о духовном кризисе современного человека, мучительно решающего, как и зачем жить дальше — и о стране, полной таких людей». Дивов намечает и путь выхода из этого тупика: достаточно принять на себя ответственность за другого, и собственные проблемы развеются, «как сон, как утренний туман». Признавая достоинства текста, В. Владимирский отмечал, что три части романа неравноценны в литературном отношении и написаны неровно. «Такое ощущение, что автор начинал как минимум два разных романа — а потом просто-напросто срастил получившиеся фрагменты в единый текст».
Писатель-фантаст и критик Дэн Шорин отмечал двойственность авторского замысла. Дивов пользовался уже имеющимися наработками, в результате Котов оказался копией Гусева из романа «Выбраковка», а вервольф Вова — детишек из «Следа зомби». Эта нарочитая вторичность, ощущаемая и в картине авторского мира, по мнению Д. Шорина, выстроена писателем, чтобы до читателя дошло, что «это роман не о вампирах и даже не о людях, а о человеческой ненависти, о том, какие формы она принимает». В Зашишевье ненависть селян направлена на вервольфа Вову, но она не имеет корней, и поэтому непонятное и чуждое существо в конце концов остаётся в живых. «Ночная команда» Котова и Зыкова ненавидит вампиров по личным мотивам, охотно убивает женщин-вампиров и детей-вампиров, испытывая даже определённое удовольствие. В третьей части ненависть жителей провинциального города щедро изливается не на вампиров, а на москвичей — из-за развала державы и разницы в доходах и даже за то, «что на улицах Москвы спокойно, когда московская вампирская зараза перебирается в провинцию». В финале Дивов «выдвигает …прямо противоположную мысль. Что совершенство выражается обычно со знаком минус. И совершенно неважно, кто его обретает — вампир или человек».
Вадим Нестеров утверждал, что выход романа в свет крайне неудачно совпал с появлением на киноэкранах фильма «Ночной дозор» и в результате публика не могла не сравнивать эти произведения хотя бы в силу близости тематики. «…И там, и там действие происходит здесь и сейчас, рядом с людьми живут вампиры и оборотни, с которыми бьются насмерть специально созданные тайные службы. Всего и разницы, что у одного — Москва, у другого — глубинка, да в „Дозоре“ спецслужба укомплектована магами, а в „Смотрящем“ — ментами и гэбэшниками, имеющими к „ночным“ личные счёты». Однако то, что автор работал над романом почти четыре года, не сказалось в положительном смысле на качестве конечного продукта. «Ночной смотрящий» обладает всеми атрибутами классического палп-фикшн: текст перенасыщен обсценной лексикой, «висельным юмором» (сержант милиции принимает охотившегося на него вампира за назойливого гомосексуалиста, и спасает служаку лишь встреча с «посвящённым» коллегой, который со словами «Пидараса — раком!!!» отрубает голову кровососа топором), натуралистическими сценами, наподобие анального изнасилования Зыковым находящейся в коме после групповой охоты вампирши. Финал романа предстаёт кровавой вакханалией, «где кровь льют вёдрами, отгрызают головы, топят калек в цементе». По мнению критика, если Дивов сознательно создавал «антитезу пресветлой романтике лукьяненковских „Дозоров“», то на выходе получился трэш, суть которого в осознанном занижении уровня повествования. «Поверить в реальность жестоковыйного фатума, катком подминающего человечьи судьбы, мешают постоянно вылезающие уши позёрства, и грубоватый эпатаж вызывает не шок, а недоумение».
В связи с постоянными сравнениями «Дозоров» Лукьяненко и «Ночного смотрящего» сам автор — Олег Дивов — выступил с открытым обращением к критикам:

Могу вас утешить: Лукьяненко с трудом одолел сто страниц «Смотрящего» и спросил: «Ты чего так чернушно пишешь?» Я ответил, что чернуха — это «Ночной Дозор». А «Смотрящий» — книга добрая и жизнеутверждающая, о дружбе, чести, ответственности за свои поступки.
Обозреватель журнала мистического фэнтези «Darker» в рецензии 2016 года отмечал, что в своей нишевой аудитории роман приобрёл «культовый статус». В романе чрезвычайно правдоподобно выписана русская глубинка с её опустелостью, пьянством, которое идёт рука об руку «с типичной деревенской жестокостью». Социальный аспект всегда играл немаловажную роль в романах Дивова, служа в «Ночном смотрящем» для демонстрации столкновения провинциальной и городской жизни. Однако в романе психологизма «кот наплакал, а вот описаний, действия — полно». Тем не менее произведение именуется «редчайшим явлением в жанре», хотя в сущности это «роман-контраст о социальной жизни за знаменитым МКАДом».
Роман получил и отзывы в мейнстримной литературной критике. Сергей Чупринин выделял роман «Ночной смотрящий» в большом потоке так называемого «тёмного фэнтези» и называл Олега Дивова возможным кандидатом на роль «русского Стивена Кинга». В литературной колонке Анны Кузнецовой (журнал «Знамя») утверждается, что читатель незаметно попадает в фантастическое измерение романа вслед за передвижениями главных героев. Люди Зашишевья выписаны как в «деревенской прозе» шукшинского образца. В главах, действие которых происходит в городе, критик обратила внимание на мотив «вирусного вампиризма». «Вампиры так похожи на наркоманов, что доверяешь их существованию легко, а историю их истребления двумя колоритными ментами, журналистом, переломавшимся вампиром, вервольфом и собакой читаешь с увлечением».

## Издания
- Дивов О. Ночной смотрящий : [фантаст. роман]. — М. : Эксмо, 2004. — 411 с. — (Абсолютное оружие). — 25 000 экз. — ISBN 5-699-06118-5.
- Дивов О. Ночной смотрящий : [фантаст. роман] : Псы господни = Domini canes. — М. : Эксмо, 2005. — 379 с. — (Инквизиция XXI). — 5000 экз. — ISBN 5-699-12667-8.
- Oleg Diwow. Nocny obserwator :  [польск.] / Tłumaczenie Eugeniusz Dębski. — Lublin : Fabryka Słów, 2009. — 454 s. — ISBN 978-83-7574-076-9.
- Олег Дивов. Ночной смотрящий : [фантастический роман]. — М.: Эксмо, 2010. — 409 с. — (Легенды). — 3000 экз. — ISBN 978-5-699-28509-9
- Дивов О. И. Ночной смотрящий : 18+. — М.: Эксмо, 2019. — 380 с. — (Лауреат премии «Золотой РосКон»). — 3000 экз. — ISBN 978-5-04-103875-5